# 尼康Coolpix P

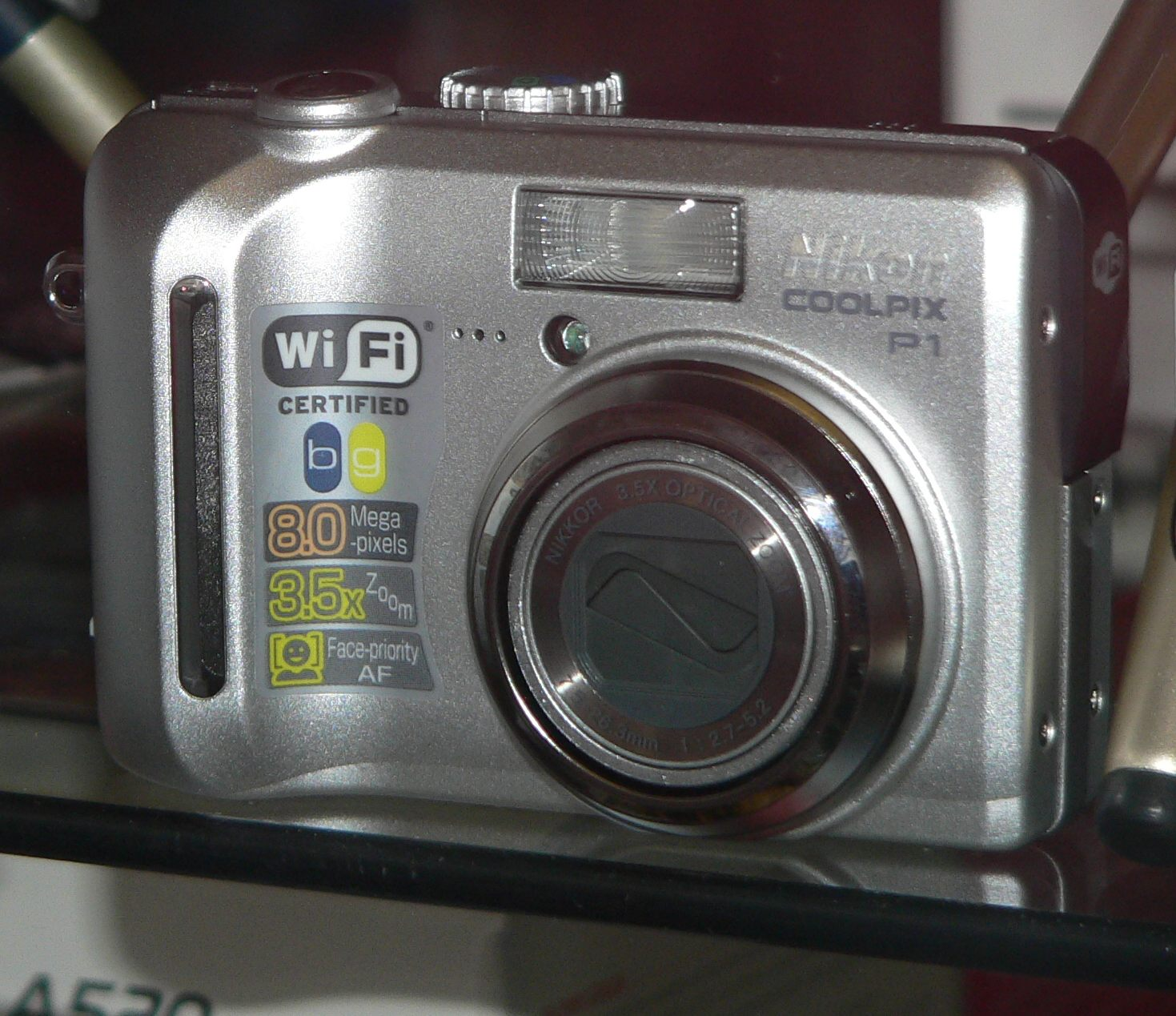
尼康 Coolpix P1

尼康 Coolpix P1/P2是尼康推出的輕便型數碼相機，屬於尼康Coolpix系列，於2005年推出。
Coolpix P1/P2定位轻便，二者只是配置上有细微差别，它们支持WIFI无线传输协议（符合IEEE802.11b/g标准）。使用者可以摆脱电线和传输线的羁绊。除了可用USB连接到电脑和外围设备外，还能通过无线传输，将存储卡或内存（Coolpix P1为32MB，Coolpix P2为16MB）中的图片直接传输到指定的电脑上去。